# Frida Bjernheim
Frida Carolina Bjernheim, född 19 januari 1984 i Falun, är en svensk skådespelare.
Hon debuterade 1998 i rollen som Miranda i TV-serien Pip-Larssons. Hon har även medverkat i TV-filmen Jesus lever (2000).